# Wayne County & the Electric Chairs
Wayne County & the Electric Chairs was een Amerikaanse punkband uit de jaren 1970. Wayne County & the Electric Chairs maakten deel uit van de eerste golf punkbands uit de jaren 1970. De band werd geleid door de in de Amerikaanse staat Georgia geboren zanger Jayne County. De band werd bekend om hun door glampunk geïnspireerde songs. Hun grootste hit was de single (If you don't wanna fuck me) Fuck Off uit 1977.

## Bezetting
- Elliot Michaels[4] (gitaar)
- Greg Van Cook[5] (gitaar)
- Henry Padovani[6] (gitaar)
- J.J. Johnson[7] (drums, percussie, keyboards)
- Val Haller[8] (basgitaar)
- Wayne Rogers[9] (zang)

## Geschiedenis
Jayne County, echte naam Wayne Rogers, was onderdeel van het kunstenaarscircuit rondom Andy Warhol. Nadat Jayne (destijds nog bekend als Wayne) met Andy Warhol had gewerkt aan een aantal toneelstukken (waaronder Pork) werd een contract aangeboden door MainMan, de productiemaatschappij van David Bowie. Deze gaf ruimte om ook nummers te schrijven en op te nemen. Omdat MainMan deze niet wilde uitgeven, maar wel gebruikte als inspiratie voor de 'glam-gender periode' van David Bowie, begon Wayne de eigen band Queen Elisabeth met onder meer leden van de New York Dolls. De band nam een lp op, maar deze is nooit uitgegeven. Toen Queen Elisabeth ontbond, onder meer door het drugsgebruik van een aantal leden, werd een nieuwe band geformeerd met Wayne op zang: Wayne County & The Backstreet Boys, die werd gedocumenteerd op Rhino's DIY: Blank Generation-verzamelalbum met de vroege single Max's Kansas City 1976. Toen in 1976 punk populair werd in Engeland, besloot Wayne zijn geluk in Londen te zoeken. Bij verhuizing naar Londen met Greg Van Cook, een lid van de Backstreet Boys, rekruteerde ze een nieuwe drummer en bassist om The Electric Chairs te formeren, die verder bestond uit Greg Van Cook (gitaar), Val Haller (bas) en Chris Dust (drums).
Jools Holland had zijn eerste studiosessie met de band in 1976. Geen van de albums van County werd ooit uitgebracht in zijn geboorteland Verenigde Staten, behalve drie nummers op de zeer vroege punkcompilatie Max's Kansas City. Wel werden alle albums uitgebracht bij het Canadese label Attic.
The Electric Chairs, later Wayne County and the Electric Chairs, werden ondersteund door The Police tijdens hun tournee door Nederland in 1977. De Hongaar Dust werd gedeporteerd tijdens de terugkeer van de band naar het Verenigd Koninkrijk na een tournee, toen de autoriteiten ontdekten dat zijn visum meer dan een jaar geleden was verlopen. Hij werd vervangen door J.J. Johnson en de band nam hun eerste album The Electric Chairs op. Om het geluid van het album live te reproduceren, had de band een andere gitarist nodig en recruteerde Henry Padovani, van voormalige tourneemate van The Police, op ritmegitaar.
Deze nieuwe vijfkoppige bezetting toerde uitgebreid, maar County ontsloeg uiteindelijk Greg Van Cook vanwege zijn ongebreidelde drugsmisbruik en verving hem door Elliot Michaels, een ander voormalig lid van de Backstreet Boys. Producent Martin Birch oefende veel creatieve controle uit over het tweede album Storm the Gates of Heaven en Padovani merkte later in zijn memoires op dat het album niet slecht was, maar het was niet zoals het moest zijn. Hun derde album Things Your Mother Never Told You werd geproduceerd door David Cunningham, wiens muzikale invloed duidelijk te horen is: met een clean geluid, meer op new wave gericht dan de eerdere 'punky' rock van het debuut en de rock-psychedelica van de tweede plaat, is dit album de meest volwassen plaat van de band. Het album deelde de band in tweeën: een aantal leden wilden meer rock-'n-roll spelen, de andere leden waren meer geïnteresseerd in de experimentele kant van het laatste album. Daarbij kwamen spanningen rondom het veranderen van gender van Wayne: hij begon in 1979 met hormoonkuren om van geslacht te veranderen. Wayne werd Jayne. Eind 1979 deelde de band zich op en ging County solo, gevolgd door gitarist Elliot Michaels. Padovani, Haller en Johnson namen hun laatste single So Many Ways op als simpelweg The Electric Chairs, voordat ze de naam niet meer mochten gebruiken - deze was destijds door de manager vastgelegd. Tijdens deze periode wisselden Padovani en Haller om beurten de zang.
County speelde Lounge Lizard in de eerste punkrockfilm Jubilee van Derek Jarman en de band speelde Paranoia Paradise, dat ook verscheen op het Jubilee Soundtrack-album, uitgebracht door Polydor Records in 1978. County is te zien in de film CBGB uit 2013 en het Wayne County en de Electric Chairs-nummer Out Of Control verschijnt op de CBGB-filmsoundtrack, uitgebracht in de Verenigde Staten door Omnivore Records.
Het live-optreden van Wayne County & the Electric Chairs in 1978 in het Duitse tv-programma Rockpalast werd in december 2014 door Repertoire Records uitgebracht als een dubbel dvd/cd-pakket. Het concert vond plaats terwijl de band voor hun tweede album Storm The Gates Of Heaven toerde.

## Discografie

### Albums
- 1978: The Electric Chairs (Safari)
- 1978: Storm The Gates Of Heaven (ook uitgebracht als Man Enough To Be A Woman) (Safari)
- 1979: Things Your Mother Never Told You (Safari)

### Compilaties
- 1982: Best of Jayne/Wayne County and the Electric Chairs (Safari)
- 1993: Rock 'n' Roll Cleopatra (RPM)
- 1995: Let Your Backbone Slip! (RPM)
- 2011:Safari Years Box (Captain Trip)

### Singles en ep's
- 1975: Max's Kansas City: New York New Wave ep
- 1977: Fuck Off / On The Crest (Sweet FA Records)
- 1977: Thunder When She Walks / What You Got (Illegal)
- 1978: Eddie & Sheena / Rock'n'Roll Cleopatra (Safari)
- 1978: Stuck On You / Paranoia Paradise / The Last Time (Illegal)
- 1978: I Had Too Much To Dream Last Night / Fuck Off (Safari)
- 1978: Blatantly Offenzive E.P. (Safari)
- 1978: Trying To Get On The Radio / Evil Minded Mama (Safari)
- 1979: Berlin / Waiting For The Marines (Safari)
- 1979: So Many Ways / J'Attends Les Marines (Illegal)

## Filmografie
- 1976 The Blank Generation regie: Ivan Kral en Amos Poe
- 1977 Jubilee regie: Derek Jarman
- 1978 The Punk Rock Movie regie: Don Letts
- 1983 The City of Lost Souls regie: Rosa von Praunheim
- 2013 CBGB